# Пламена Димитрова-Рачева
Пламена Димитрова-Рачева е българска изкуствоведка и художничка. Работи в сферата на художествената критика, историята на старото и съвременно изкуство, графиката и неконвенционалните форми. Авторка е на монографии и изследователски студии.

## Биография
Завършва специалност „Изкуствознание“ във Висшия институт за изобразително изкуство „Николай Павлович“ в София през 1977 г. Член е на Съюза на българските художници от 1982 г. Уредник е на „Графичен кабинет“ на Международното биенале на графиката във Варна (1980 – 1997). Уредник е в Градска художествена галерия – Добрич (2006 – 2008) и в НМБИИ (2010). Главен експерт в Държавна агенция „Архиви“ от юли 2010 г. до зимата на 2015 г.
От пролетта на 2015 г. е директор на Градската художествена галерия „Борис Георгиев“ във Варна. Тя е автор на изследвания върху старото и съвременно изкуство. Председател е на Представителството на СБХ във Варна.
Има специализации в Русия, Израел, Франция, Германия, Сърбия.

## Изложби
Осъществява самостоятелни изложби в галерии в България, Франция, Румъния и Гърция. Авторка е на видеоарт, представен в Германия, Куба, Испания и в България. Участия в международни биеналета на графиката и член на Международно жури на графичните биеналета в България, Китай, Сърбия, Република Македония, Чехия, Гърция, на ОК на Международното триенале на графиката, София. Нейни графични произведения са притежание на национални и частни колекции в България и чужбина.
Куратор е на представителни изложби на българска графика и живопис в България, Европа и Средна Азия (1979 – 2009).

## Стипендии, грантове и награди
Носител е на международни и национални награди, стипендии и грантове:
- Getty Grant, Werkleitz Gesellschaft e.V, Хале, Германия – за изследователска дейност;
- кураторски проект на II Международно триенале на графиката в Прага;
- награда на СБХ за издания в областта на изкуствознанието (1975, 1989, 2001);
- грант на Фондация „Св. св. Кирил и Методий“ за Cite des Arts, Париж;
- на Сталкер холдинг (2008);
- Голямата награда „Бронзов лъв“ за книгата „Борис Георгиев от Варна“ на издателство „Кибея“ (2007);
- за проект „Виртуален музей на съвременното българско изкуство“ (съвместно с проф. Греди Асса, 2003);
- номинация за графика на „Алианц България“ (2008);
- стипендия на „Международен графичен симпозиум“ – Пловдив (2005).